# 1885
Năm 1885 (MDCCCLXXXV) là một năm thường bắt đầu vào Thứ 5 (liên kết sẽ hiển thị đầy đủ lịch) trong Lịch Gregory (hoặc một năm thường bắt đầu vào Thứ 3 trong Lịch Julius chậm hơn 12 ngày).

## Sự kiện
Không rõ ngày tháng:
- Đảng Quốc dân Đại hội (gọi tắt là Đảng Quốc dại) - chính đảng của giai cấp tư sản dân tộc Ấn Độ, được thành lập nhằm đấu tranh giành quyền tự trị, phát triển kinh tế dân tộc.

### Tháng 1
- 9 tháng 1 – Nhật Bản và Triều Tiên ký hiệp định Hán Thành
- 26 tháng 1 – Tại Sudan, xảy ra khởi nghĩa nhân dân chống Pháp, tấn công thành Khartoum.

### Tháng 3
- 4 tháng 3 – Grover Cleveland nhận chức tổng thống Hoa Kỳ

### Tháng 4
- 4 tháng 4 – Nhà Thanh và Pháp ký hiệp định đình chiến

### Tháng 7
- 4 tháng 7 – Trận Kinh thành Huế 1885
- 5 tháng 7: Tôn Thất Thuyết hạ lệnh tấn công Tòa Khâm Sứ và Đồn Mang Cá
- 13 tháng 7: Tôn Thất Thuyết nhân danh vua Hàm Nghi ra chiếu Cần Vương
- 22 tháng 7 – Vua Hàm Nghi xuống chiếu kêu gọi cần vương chống Pháp xâm lược.

### Tháng 9
- 19 tháng 9 – Hoàng tử Ưng Kỷ được Pháp tôn làm vua với niên hiệu Đồng Khánh.

### Tháng 12
- 22 tháng 12 - Itō Hirobumi nhậm chức Thủ tướng đầu tiên trong lịch sử Nhật Bản

## Sinh
- 10 tháng 3 - Tamara Karsavina, nữ vũ công ba lê Nga (m. 1978).
- 7 tháng 10 - Niels Bohr, nhà vật lý người Đan Mạch (m. 1962).
- 8 tháng 10 – Khải Định, hoàng đế thứ 12 của nhà Nguyễn.
- Không rõ – Nguyễn Phúc Bửu Lũy, tước phong Mỹ Hóa công, hoàng tử con vua Dục Đức (m. 1902).
- Không rõ – Nguyễn Phúc Dĩ Ngu, phong hiệu Ngọc Lâm Công chúa, công chúa con vua Đồng Khánh (m. 1942).

## Mất
- 9 tháng 3 – Nguyễn Phúc Miên Dần, tước phong Trấn Tĩnh Quận công, hoàng tử con vua Minh Mạng (s. 1829).
- 15 tháng 4 – Nguyễn Phúc Miên Phú, tước phong Phù Mỹ Quận công, hoàng tử con vua Minh Mạng (s. 1817).
- 9 tháng 5 – Nguyễn Phúc Hồng Hưu, tước phong Gia Hưng vương, hoàng tử con vua Thiệu Trị (s. 1835).
- 19 tháng 9 – Nguyễn Phúc Gia Trinh, phong hiệu Mậu Hòa Công chúa, công chúa con vua Minh Mạng (s. 1823).
- 30 tháng 9 – Nguyễn Thị Xuyên, phong hiệu Nhị giai Thục phi, phi tần của vua Thiệu Trị (s. 1808).
- Không rõ – Nguyễn Phúc Huy Nhu, phong hiệu An Mỹ Công chúa, công chúa con vua Thiệu Trị (s. 1826).
- Không rõ – Tả Tông Đường (s. 1812)